# الیزابت باروس اوسهر
الیزابت فریمن باروس اوسهر (آلمانی: Elizabeth Freeman Barrows Ussher؛ ‏ ۲۰ اکتبر ۱۸۷۳ – ۱۴ ژوئیهٔ ۱۹۱۵) یک مبلغ مسیحی و شاهد نسل‌کشی ارمنی‌ها بود. شرح حال او در سال ۱۹۱۶ توسط پدر او، جان استیس باروس منتشر شد. همسرش، کلارنس اوسهر، یک پزشک مسیحی بود.

## زندگی و کار

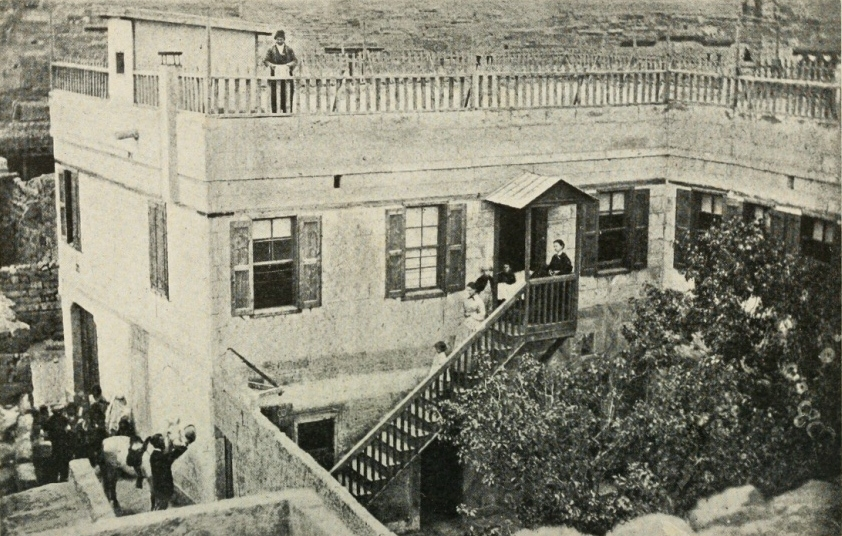
خانه ای در کایسری، امپراتوری عثمانی که الیزابت در آن متولد شد

الیزابت فریمن باروس اوسهر در ۲۰ اکتبر ۱۸۷۳ در شهر کایسری امپراتوری عثمانی، در یک خانواده مسیحی متولد شد.
با توجه به وضعیت سلامت بدنی برادرش، زمانی که الیزابت دو سال داشت، به همراه خانواده اش به مانیسا نقل مکان کردند.
خانواده او امیدوار بودند که این تغییر محیط، برای کودک مفید باشد.
خانواده باروس، در مانیسا، به همراه عده دیگری که در آنجا مستقر بودند، ماندند؛ و پس از بهبود برادر الیزابت، خانواده فریمن باروس، به قسطنطنیه رفتند،
در قسطنطنیه، آن‌ها موفق به پیدا کردن یک خانه در بشیکتاش، حومه شهر شدند. 
وقتی الیزابت هفت ساله بود، خانواده او به ایالات متحده رفته و در نیو انگلند ساکن شدند. 
این خانواده در نهایت در اتکینسون، نیوهمپشایر مستقر شدند و در سن یازده سالگی، الیزابت در کلیسا تعمید گرفت. 
خانواده باروس سپس به Newington, Connecticut نقل مکان کرد، جایی که الیزابت تحصیلات ابتدایی او را دریافت کرد. 
او در سال ۱۸۸۸ در سن چهارده سالگی تحصیل خود را با واعظ انجیلی دوایت لو مودی ادامه داد. 
باروس‌ها به مدرسه مذهبی وارد شدند و به مدت سه سال در آنجا تحصیل کردند. 
پس از بازگشت به محل اقامت خانواده اش در کنتیکت، او به عنوان یک معلم، در یک مدرسه محلی مشغول به کار شد. 
در سال ۱۸۹۵، پس از تقریباً یک سال تحصیل، او در کالج گوچر در بالتیمور، مریلند پذیرفته شد. 
او توسط همکلاسی‌هایش به عنوان «بث» شناخته شد و معاون رئیس کلاس او انتخاب شد.
یکی از همکلاسی‌های او در مورد او نوشت:
| « | اولین ویژگی که من را تحت تأثیر قرار داد، صداقت مطلق او بود. یکی دیگر از ویژگی‌های او آرامش روح و شیرینی او بود که هرگز ناخوشایند نبود. در پشت آن شخصیت ظاهر شد، در یکپارچگی آن بی نظیر، و مقاومتی آرام که هیچ چیز نمی‌توانست آنرا بشکند. روح مسیحی او به عنوان یک شعاع زیبا بود که شخصیت او را تحت تأثیر قرار داده و او را روشن کرد. اما، با این همه، او خوشحال بود که یک انسان آزاده است. | » |

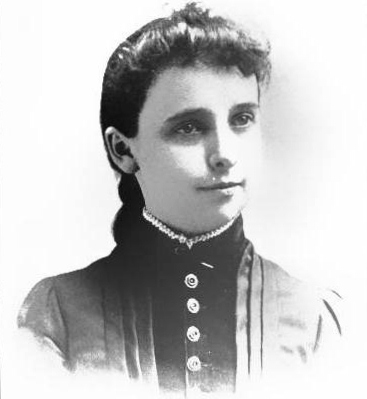
الیزابت باروس اوسهر در سن چهارده سالگی

الیزابت پس از فارغ‌التحصیلی از معارف، تصمیم گرفت به همراه خانواده، به امپراتوری عثمانی بازگردد و به عنوان یک مبلغ مذهبی در آن منطقه فعالیت کند. 
او در ۱۸ اکتبر ۱۸۹۹ از بوستون، ماساچوست به قسطنطنیه رفت.
در آنجا، او پنج روز باقی ماند و سپس قایق را به ترابوزان برد.
الیزابت از ترابوزان، به ارزروم، و در طول مسیرش، به شهر وان نیز سفر کرد.
در وان، توسط کلارنس، آصرف، و سایر مبلغین با او دیدار کردند.
در همین زمان، یک دستور از قسطنطنیه صادر شد و به علت فعالیت انقلابی ارمنی، خواستار احضار باروس‌ها به پایتخت شد. 
این سوء ظن بر اساس یک تلگراف فرستاده شده از شاخه انگلستان انجمن امداد ارمنی است که نشان می‌دهد که او از یتیمان ارمنی مراقبت می‌کند. 
طریق مداخله کنسول‌های آمریکایی در ارزروم، در نهایت، اجازه داده شد. الیزابت، در ۱۹۲۶ ژوئن ۲۶ در کلیسا در وان با کلارنس اوسهر که یک پزشک مسیحی بود، ازدواج کرد.  
این ازدواج، اولین مراسم رسمی ازدواج آمریکایی در شهر وان بود و در این مراسم، بسیاری از مقامات عثمانی و اعضای برجسته جامعه ارامنه حضور داشتند. 
نام خانوادگی الیزابت، پس از ازدواج، الیزابت اوسهر، شد و به شغل معلمی در مدرسه دخترانه در وان مشغول، و رئیس بخش موسیقی هم بود. 
او همچنین کتاب مقدس مسیحی را در مدارس مختلف دیگر در این منطقه تدریس کرد و بخشی از انجمن مسیحی جوانان در وان بود. 
او کمک کرد تا پناهگاه یتیمان و بیوه‌ها را فراهم کند و هنر و صنایع دستی را نیز آموخت. 
بسیاری از اقلام تولید شده توسط یتیمان و بیوه‌ها در سراسر جهان فروخته شد. 
پس از چند سال تحصیل، تصمیم گرفت تا در سال ۱۹۰۸ به ایالات متحده بازگردد و از خانواده اش در شهر استونینگتون، کانکتیکات دیدن کرد.
پس از گذراندن یک سال، اوسهر تصمیم گرفت تا از ۲۴ نوامبر ۱۹۰۹ از بوستون به بوتو نقل مکان کند.
بعد از اینکه در انتهای تفلیس توقف کردیم، اوسهر به اچمیادزین ارمنستان رفت و در آنجا شاهد قتل‌عام کاتولیک‌ها بود. 
سپس از اچمیادزین خارج شد و در ایگدیر متوقف شد و در نهایت به وان رسید. 
چند سال بعد، با این حال، جنگ جهانی اول شروع شد.

## نسل‌کشی ارمنی‌ها
خلاصه نوشته‌های دفتر خاطرات خانم اوسهر تنها به خاطر برخی از اقدامات بی رحمانه و بی نظیر که توسط هزاران نفر از ارمنی‌های بی گناه مشاهده گردید، دولت ترکیه در تلاش برای فرو انداختن افرادی از کسانی که سعی می‌کردند که تلاش کنند از خودشان دفاع کنند را بهمراه افراد خانواده‌هایشان در آتش سوزاندند. 

& nbsp؛ جان اوتیس بارو در دفتر خاطرات الیزابت عصر

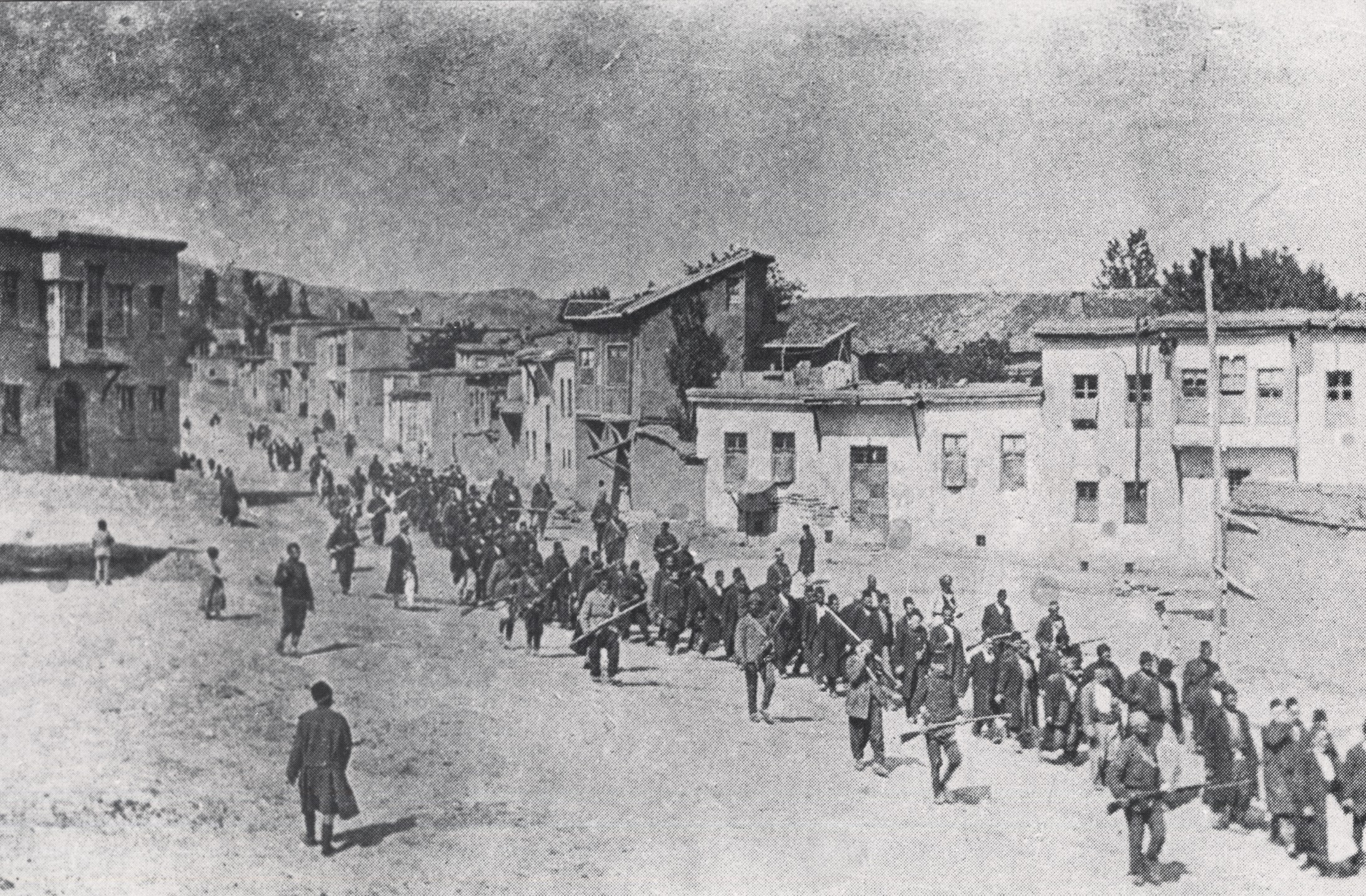
همراهی سربازان مسلح عثمانی با غیر نظامیان ارمنی، که در اسارت آنها هستند؛ از طریق هارپوت و الازیغ قضاء ولایت معمورةالعزیز، برای انتقال به تبعیدگاه که در گزارش هنری هریسون ریجز ثبت شده‌است

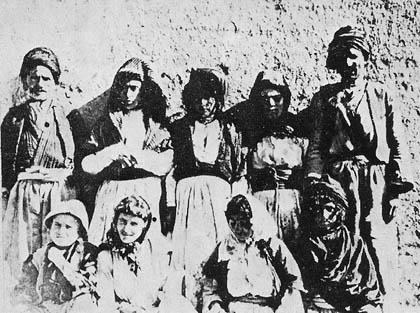
زنان ارمنی نجات یافته از اسیر کنندگان کُرد، عکاس ماریا یاکوبسن

در طول مدت نسل‌کشی ارمنی‌ها، الیزابت اوسهر در شهر وان حضور داشت.
در این زمان، او وقایع وحشتناکی که در حال وقوع بود را به صورت روزانه، در دفتر خاطرات خود نوشت.
همین نوشته‌های دفتر خاطرات الیزابت به همراه شرح کامل رویدادها توسط پدر او، جان استیس باروس در سال ۱۹۱۷ منتشر شد و در کتابی تحت عنوان «در سرزمین آرارات» طرح زندگی الیزابت فریمن باروس اوسهر منتشر شد.
در این یادداشت‌ها همچنین آمده‌است که کمپینی از سوزاندن اقامتگاه‌ها و منازل‌های ارامنه و خانواده‌ها در مناطق مختلف منطقه انجام شده‌است. 
در ۲۱ آوریل، اوسهر شرایط شوم اقامت خود را در یک خانه تابستانی در کنار دریاچه وان اینطور توضیح داد:
| « | گزارش‌های محلی به ما می‌گویند که سوزاندن روستاها یکی پس از دیگری، با خشونت بسیار نسبت به زنان و کودکان و تیراندازی بی رحمانه به سوی مردان انجام شده‌است. در شب ما می‌توانستیم نور آتش را در آرتمید، خانه تابستانی ما در کنار دریاچه، حدود ۱۰ مایل دورتر و دیگر روستاها را با چشم خود ببینیم. چند روز بعد متوجه شدیم که خدمتکار ما در آرتمید کشته شده و تلاش همسرش برای نجات او بی فایده بوده‌است. | » |

الیزابت در این یادداشت‌ها به مقاومت مردمی ارامنه در روز ۳ ماه مه، اشاره کرده‌است؛ و در تاریخ ۵ ماه مه افزاید: "بیش از دو هفته از آغاز جنگ در شهر آغاز شده و ویلی در هنوز موفق نشده که آنها را در سه روز از بین ببرد. " با این حال، در یک روزنامه در همان روز، او همچنین متوجه شد که قتل‌عام به شیوه‌ای نظام مند و سیستماتیک علیه ارمنی‌ها که اتفاق می‌افتد و عده ای را به ولایت وان و عده دیگری از آن‌ها را در استانبول به کشتارگاه فرستادند: 
| « | یک مقاومت قوی در شهر وجود دارد، زیرا انتظار می‌رود که روس‌ها به زودی به کمک ما می‌آیند. اما در روستاهای بی دفاع، شرایط بسیار متفاوت است. فاجعه ای دردناک در شرف وقوع است که توصیف آن بسیار مشکل است. این یک قتل‌عام سازمان یافته‌است. ابتدا کشتن، و سپس گرفتن زندانیان و قحطی مواد غذایی برای مردم وجود دارد. به این ترتیب پس از کشتار دسته جمعی، گرسنگی بقیه مردم را نیز از پا در خواهد آورد. اکنون برای من آشکار است که یک برنامه‌ریزی برای از بین بردن تمام روستاهای ولایت وجود داشته‌است. | » |

الیزابت یادآور می‌شود که "بسیاری از سربازان عثمانی با این قتل‌عام مخالف هستند"، و پس از غارت کردها، هیچ کاری به عنوان انجام وظیفه، انجام نمی‌دهند". 
اوسهر در همین‌جا توضیح می‌دهد که بدن‌های زنان و کودکانی که "با گلوله‌های ترک‌های عثمانی" کشته یا زخمی شده‌اند، به بیمارستان منتقل شده‌اند تا از آن‌ها مراقبت شوند. 
و چگونه حدود ۲۰۰۰ نفر که در صومعه واراگاوانک، پناه گرفته بودند، پس از به آتش کشیدن صومعه، توسط مقامات ترک، همه آن‌ها سوخته و ساخنمان صومعه نیز ویران شده‌است. 

## مرگ

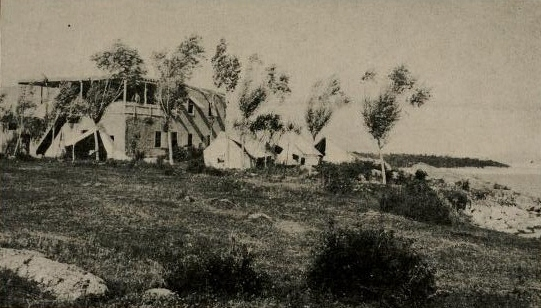
خانه ای که الیزابت در آن درگذشت

الیزابت و همسرش به شدت درگیر بحران پناهندگان در منطقه بودند. 
آن‌ها یک پناهگاه در محل اقامت خود دایر کرده بودند که یک صد خانواده را در آنجا نگهداری می‌کردند. در روز ۸ ماه مه، الیزابت خانه اش را به این صورت توصیف کرد: 
| « | "در هر نقطهٔ موجود، خانواده‌هایی هستند که ملحفه‌ها، کابین‌ها، نوزادان در حال گریه و بسیاری از بیماران در معرض کمبود غذا و ترس از مرگ هستند." | » |

پس از تلاش برای ازبین بردن بیماری تیفوس در بین پناهندگان، الیزابت موفق شد این بیماری را که در میان پناهندگان شیوع یافته بود، از بین ببرد. 
او در ۱۴ ژوئیهٔ ۱۹۱۵ در سن ۴۱ سالگی درگذشت و در وان دفن شد. 
همسرش که به علت ابتلا به بیماری تیفوس به کما رفته بود، جان سالم به در برد. اما مدتی بعد به دلیل ابتلا به همین بیماری درگذشت. 